# IJsland op de Olympische Zomerspelen 1980
IJsland nam deel aan de Olympische Zomerspelen 1980 in Moskou, Sovjet-Unie. Voor de zesde opeenvolgende keer werd geen medaille gewonnen.

## Deelnemers en resultaten

### Atletiek
| Olympiër           | Discipline       | Resultaat | Prestatie                                             |
| ------------------ | ---------------- | --------- | ----------------------------------------------------- |
| Oddur Sigurðsson   | 100m (m)         | 45e       | serie 7: 7de in 10,94                                 |
| Oddur Sigurðsson   | 400m (m)         | 34e       | serie 8: 5de in 47,39                                 |
| Jón Diðriksson     | 800m (m)         | 28e       | serie 2: 6de in 1.51,1                                |
| Jón Diðriksson     | 1500m (m)        | 22e       | serie 4: 7de in 3.44,4                                |
| Hreinn Halldórsson | kogelstoten (m)  | 10e       | kwalificatie: 9de met 19,74m finale: 10de met 19,55m  |
| Óskar Jakobsson    | kogelstoten (m)  | 11e       | kwalificatie: 11de met 19,66m finale: 11de met 19,07m |
| Óskar Jakobsson    | discuswerpen (m) | DNF       | kwalificatie: geen geldige poging                     |

### Gewichtheffen
| Olympiër           | Discipline  | Resultaat | Prestatie                                                        |
| ------------------ | ----------- | --------- | ---------------------------------------------------------------- |
| Þorsteinn Leifsson | -82,5kg (m) | DNF       | trekken: 17de met 125kg stoten: geen geldige poging              |
| Guðmundur Helgason | -90kg (m)   | 13e       | trekken: 13de met 135kg stoten: 13de met 160kg totaal: 295kg     |
| Birgir Borgþórsson | -100kg (m)  | 12e       | trekken: 13de met 147,5kg stoten: 11de met 182,5kg totaal: 330kg |

### Judo
| Olympiër             | Discipline | Resultaat | Prestatie                                                                                |
| -------------------- | ---------- | --------- | ---------------------------------------------------------------------------------------- |
| Halldór Guðbjörnsson | -71kg (m)  | 12e       | 1ste ronde: W van MLI Diop 2de ronde: V van POL Alkśnin                                  |
| Bjarni Friðriksson   | -95kg (m)  | 11e       | 1ste ronde: W van CYP Eyripidou 2de ronde: W van MGL Amgaa kwartfinale: V van CUB Tornés |

Afghanistan · Algerije · Andorra · Angola · Australië · België · Benin · Birma · Botswana · Brazilië · Bulgarije · Colombia · Congo-Brazzaville · Costa Rica · Cuba · Cyprus · Denemarken · Dominicaanse Republiek · Duitse Democratische Republiek · Ecuador · Ethiopië · Finland · Frankrijk · Griekenland · Groot-Brittannië · Guatemala · Guinee · Guyana · Hongarije · Ierland · IJsland · India · Irak · Italië · Jamaica · Joegoslavië · Jordanië · Kameroen · Koeweit · Laos · Lesotho · Libanon · Liberia · Libië · Luxemburg · Madagaskar · Mali · Malta · Mexico · Mongolië · Mozambique · Nederland · Nepal · Nicaragua · Nieuw-Zeeland · Nigeria · Noord-Korea · Oeganda · Oostenrijk · Peru · Polen · Portugal · Puerto Rico · Roemenië · San Marino · Senegal · Seychellen · Sierra Leone · Sovjet-Unie · Spanje · Sri Lanka · Syrië · Tanzania · Trinidad en Tobago · Tsjecho-Slowakije · Venezuela · Vietnam · Zambia · Zimbabwe · Zweden · Zwitserland